# 朝鮮職業總同盟
朝鮮職業總同盟（：／），简称职盟（직맹），是朝鮮民主主義人民共和國境內唯一官方的全國性工會聯合會，也是世界工会联合会的成員。該組織成立於1945年11月30日，隶属于祖国统一民主主义战线，其宗旨為鼓勵工人參與社會主義活動。現時，朝鮮職業總同盟的委員長是朴仁哲，他同時擔任最高人民會議議員。